# Olimpijada (film)
Dokumentarni film Olimpijada (njem. Olympia) snimljen je 1936. godine i prikazuje održavanje XI. ljetnih Olimpijskih igara u Berlinu. Režirala ga je njemačka redateljica Leni Riefenstahl. Film se često navodi kao jedno od najvažnijih ali i najkontroverznijih filmskih ostvarenja 20. stoljeća. Olimpijada traje 226 minute i sastoji se od dva dijela. Prvi dio je nazvan Festival naroda (njem. Fest der Völker), a drugi Festival ljepote (njem. Fest der Schönheit). Film odlikuju inovativno kadriranje i montaža. S obzirom na to, Olimpijada je izvršila golemi utjecaj na buduća izvještavanje sa sportskih natjecanja. Nagrađen je na međunarodnom festivalu u Veneciji 1938. godine. Filmski kritičar Vladimir Vuković ističe da je u filmu vidljiva „nacistička opsesija gigantizmom i idealom snage kroz radost (njem. Kraft durch Freude), kao i nordijski misticizam“.

## Olimpijske igre u Berlinu 1936. godine
XI. Olimpijske igre u Berlinu održavale su od 1. do 16. kolovoza 1936. godine. Na igrama se natjecalo 3963 sportaša iz 49 zemalja. Igre je otvorio Adolf Hitler koji je ovo događanje nastojao iskoristiti za promidžbu nacionalsocijalističke ideologije te demonstraciju tobožnje nadmoći arijske rase. Osim toga, s obzirom na golema ulaganja u izgradnju nove infrastrukture Hitler je želio nadmašiti prethodne Olimpijske igre održane u američkom Los Angelesu 1932. godine. Igre u Berlinu bile su prve Olimpijske igre s izravnim televizijskim prijenosom. Osim toga, uvedena je ceremonija prenošenja olimpijske vatre iz Grčke štafetom do njemačke prijestolnice. Igre su ostale upamćene i po uspjesima američkog atletičara Jesseja Owensa koji je osvojio četiri zlatne medalje.

## Produkcija
Film Olimpijada montiran je 18 mjeseci i prvi puta je prikazan tek 1938. godine. U produkciju je uloženo gotovo dva i pol milijuna maraka. Snimljeno je nešto više od 500.000 metara materijala. Prilikom snimanja korištene su mnoge napredne filmske tehnike, uključujući neobične kutove kamere, ekstremne krupne planove te oštre rezove. Prilikom snimanja Riefenstahl je upotrijebila i tračnice za kameru u svrhu boljeg praćenja sportaša u pokretu. Osim toga, pričvrstila je kamere za balone, a napravila je i podvodne kadrove. Naposljetku, Olimpijada je iz propagandnih razloga sinkronizirana na 4 strana jezika.

## Stil
Leni Riefenstahl se koristila statičnim, ali i brojnim dinamičnim kadrovima. Primjer dinamičnih kadrova iz Olimpijade su prikazi bacanja diska, napora trkača ili skokova s motkom. Indikativno je što je prije Hitlera u krupnom planu prikazana publika na stadionu. Na taj je način nagoviještena scena Hitlerovog otvaranja Olimpijskih igara te je stvorena svojevrsna distanca između istaknutog pojedinca i mase. Izdvojivši ga iz mnoštva, filmom je naglašena Hitlerova uloga Führera. Međutim, kadrovi Hitlera u Olimpijadi razlikuju se od onih u Trijumfu volje (1935.). Naime, u Olimpijadi Hitler je na trenutke ipak prikazan kao osoba donekle bliža narodu, kao ljubitelj sporta koji entuzijastično bodri njemačke sportaše. 
U Olimpijadi je osobito izražena uporaba gornjeg te donjeg rakursa. Riefenstahl iz donjeg rakursa prikazuje sportaše, koristeći različite planove (krupni plan, srednji plan). Na taj način naglašava njihovo fizičko savršenstvo i nadmoć, ali i samu sportsku izvedbu. Naime, donjim se rakursom eliminira pozadina što omogućava gledateljima usmjeravanje pažnje na pokrete sportaša. Osim toga, u Olimpijadi su iz donjeg rakursa na početku filma prikazane i ruševine Partenona čime je istaknuta uzvišenost i monumentalnost grčke civilizacije.
Osim navedenih elemenata, veliku ulogu u filmu ima i brzina snimanja, odnosno vješto korištenje ubrzanog pokreta, usporenog kretanja, obrtanja pokreta te zaustavljenog pokreta. U Olimpijadi Leni Riefenstahl zastupljeno je usporeno kretanje, napose u sekvencama u kojima je prikazana izvedba sportaša. Usporeno kretanje također omogućava gledatelju pozornije promatranje tijela i same izvedbe. To je posebno naglašeno u sekvencama skoka u vis kada su uz usporeno kretanje igrači snimljeni iz donjega rakursa.
Utjecaj na gledateljevo viđenje igara svakako ima i montaža Leni Reifenstahl. Na početku filma ističu se glatki prijelazi između kadrova. Primjer toga je sam početak Olimpijade gdje se nakon grčkog hrama i prikaza antičkog kipa s diskom, glatkom tranzicijom prikazuju različiti sportaši (bacač diska, bacač kugle itd.), stvarajući dojam kontinuiteta i istovjetnosti. Riefenstahl u montaži koristi i varke zvukovnog povezivanja različitih kadrova. Primjerice, povici i pljesak s tribina nastavljaju se i nakon reza čime se stvara dojam nastavka istog prizora, iako je zapravo riječ o kadrovima neke druge sportske discipline. Riefenstahl je za potrebe filma koristila glazbu skladatelja Herberta Windta koji je tijekom karijere izradio skladbe za niz nacističkih propagandnih uradaka.
Jedna od karakteristika Olimpijade je i prikaz iste radnje s nekoliko točaka gledišta (primjerice, utrka s preprekama). Montaža Leni Riefenstahl ponekad nalikuje na koreografiju na što je vjerojatno utjecalo njezino bavljenje plesom u mladosti. Primjer takvih kadrova su skokovi u vodu. Sportaši su prikazani u usporenim kadrovima nasuprot svijetlog neba čime je stvoren privid leta. 